# Josiah Bartlett
Josiah Bartlett (ur. 21 listopada 1729 w  Amesbury (Massachusetts), zm. 19 maja 1795) – amerykański lekarz i polityk. W latach 1775, 1776 i 1778 był delegatem stanu New Hampshire na Kongresie Kontynentalnym. Był jednym z sygnatariuszy Deklaracji niepodległości Stanów Zjednoczonych.
W latach 1790–1794 był najpierw prezydentem, a następnie gubernatorem stanu New Hampshire.